# Onkologija
Onkologija je područje medicine koje se bavi prevencijom, dijagnostikom i terapijom raka i tumora.
Liječnik specijalist koji djeluje na ovom području naziva se onkolog.